# Мещерский, Пётр Сергеевич
Князь Пётр Серге́евич Меще́рский (июль 1778 (1779?, 1780?) — 1856/1857) — российский государственный деятель, обер-прокурор Святейшего Синода, сенатор (02.04.1833), действительный тайный советник (27.12.1843).

## Биография
Происходил из древнего рода Мещерских. Родился в семье советника канцелярии Коллегии иностранных дел, статского советника Сергея Васильевича (1737—1781) и Анны Ивановны (урожд. Кушелева) Мещерских. По отцу был праправнуком боярина Артамона Сергеевича Матвеева, воспитателя Натальи Кирилловны Нарышкиной.
Получил домашнее образование. Поступил на действительную военную службу в лейб-гвардии Семёновский полк 22 апреля 1797 года, но уже 8 сентября 1798 года был уволен в отставку с мундиром.
С 5 декабря 1805 года — камер-юнкер Двора Его Императорского Величества; был определён на службу членом Конторы опекунства новороссийских иностранных поселенцев.
С 7 января 1808 года — Херсонский гражданский губернатор; 8 июня 1809 года — действительный статский советник, был назначен обер-прокурором 2-го отделения 5-го департамента Правительствующего сената.
С 17 октября 1817 года — член Главного правления училищ (с увольнением от должности обер-прокурора). Уже через месяц, с 24 ноября того же года был назначен обер-прокурором Святейшего синода (с оставлением в занимаемых должностях и званиях); 13 февраля 1818 года вступил в должность.
С 21 апреля 1823 года — также член Комиссии духовных училищ (постоянного органа). Получил чин тайного советника 22 августа 1826 года.
Был уволен от должности обер-прокурора Святейшего синода и назначен сенатором (с оставлением на прочих должностях) 2 апреля 1833 года.
27 декабря 1843 года получил чин действительного тайного советника.
Скончался в новогоднюю ночь 31 декабря 1856 (12 января 1857) года после продолжительной тяжёлой болезни. Петербургский некрополь сообщает о его могиле на Лазаревском кладбище Александро-Невской лавры; другие источники сообщают, что он был похоронен под Казанской церковью на Казанском кладбище в Царском Селе, а в Александро-Невской лавре находится памятник, установленный его племянником И. С. Мальцовым.

## Награды
- Орден Святого Владимира 4-й степени (29.02.1808)[4]
- Орден Святого Владимира 3-й степени (01.01.1811)[5]
- Орден Святой Анны 1-й степени (28.03.1820)[6]
- Орден Святого Владимира 2-й степени (10.04.1832)
- Табакерка с портретом Его Императорского Величества (23.07.1838)
- Орден Белого орла (29.12.1841)
- Орден Святого Александра Невского (10.02.1846)
- Алмазные знаки к ордену Святого Александра Невского (01.01.1853)
- Знак отличия беспорочной службы за XX лет (22.08.1828)
- Знак отличия беспорочной службы за XXV лет (22.08.1830)
- Знак отличия беспорочной службы за XXX лет (22.08.1839)
- Знак отличия беспорочной службы за XL лет (22.08.1850)

## Семья
Был женат на Екатерине Ивановне, урождённой Чернышёвой (1782—1851). Её родителями были сенатор Иван Львович Чернышёв и сестра фаворита Екатерины II Александра Ланского — Екатерина, а братом — генерал и будущий светлейший князь Александр Чернышёв.
Их сын — дипломат и переводчик Элим Петрович Мещерский (1808—1844).